# Simone Andreetta
Simone Adreetta né le 30 août 1993 à Vittorio Veneto (Vénétie), est un coureur cycliste italien, professionnel au sein de l'équipe Bardiani CSF de 2015 à 2018.
Son père Tranquillo Andreetta fut également coureur cycliste professionnel.

## Biographie
Il entre en 2012 dans l'équipe Zalf Euromobil, devenue Zalf Euromobil Désirée Fior l'année suivante, et est recruté pour 2015 par l'équipe Bardiani CSF.
Au mois de juillet 2016 il prolonge le contrat qui le lie à son équipe.
Non conservé par Bardiani CSF à l'issue de la saison 2018, il met fin à sa carrière faute d'avoir trouvé un nouvel employeur.

## Palmarès
- 2010
  - Gran Premio Sportivi di Loria
- 2011
  - 2e étape du Giro della Lunigiana
  - 2e du Giro della Lunigiana
- 2012
  - Trofeo FPT Tapparo
- 2013
  - Mémorial Gerry Gasparotto
  - Bassano-Monte Grappa
  - 2e du Trofeo Banca Popolare di Vicenza
  - 2e du Trophée de la ville de Conegliano
  - 3e du Trofeo Gavardo Tecmor
  - 3e de la Coppa Città di San Daniele
- 2014
  - Mémorial Gerry Gasparotto
  - Giro del Belvedere
  - Mémorial Secondo Marziali
  - Bassano-Monte Grappa
  - 4e étape du Tour du Frioul-Vénétie julienne
  - 2e du Trophée Mario Zanchi
  - 2e du championnat d'Italie sur route espoirs
  - 2e du Grand Prix Santa Rita
  - 3e de la Coppa Fiera di Mercatale
  - 3e du Trophée de la ville de San Vendemiano
  - 3e du Grand Prix Colli Rovescalesi

## Résultats sur les grands tours

### Tour d'Italie
3 participations
- 2016 : 141e
- 2017 : 156e
- 2018 : 125e

## Classements mondiaux
| Année           | 2013 | 2014 | 2015 |
| --------------- | ---- | ---- | ---- |
| UCI Europe Tour | 353e | 154e | nc   |

## Distinctions
- Oscar TuttoBici des moins de 23 ans : 2014